# Györkeháza
Györkeháza (1899-ig Gyurcsina, szlovákul Ďurčiná) község Szlovákiában, a Zsolnai kerületben, a Zsolnai járásban.

## Fekvése
Zsolnától 21 km-re délnyugatra, Rajectől 2 km-re délkeletre fekszik.

## Története
A község területén már a korai bronzkorban éltek emberek. A lausitzi kultúra települése állt itt.
A mai települést a 14. században a német jog alapján alapították, 1393-ban „Georklehataya” néven említik először. Régen ugyanis Györk- vagy Györkelehotája volt a neve. 1474-ben „Dyworchyna”, 1488-ban „Durczina”, 1598-ban „Giurczina” alakban szerepel a neve. Kezdetben a rajeci uradalom, majd Litva vára uradalmának része volt. 1598-ban 26 ház állt a faluban. 1720-ban 17 adózó háztartása volt. 1784-ben 89 házában 122 családban 784 lakos élt.
A 18. század végén Vályi András így ír róla: „GYURCSINA. Népes tót falu Trentsén Vármegyében, földes Urai külömbféle Urak, lakosai katolikusok, fekszik Túrótz Vármegyének szélénél, Rajetzhez 1/4 mértföldnyire. Legelője, erdeje elég, de mivel földgye soványas, második Osztálybéli.”
1828-ban 97 háza volt 920 lakossal. Lakói mezőgazdasággal, állattartással, méhészkedéssel foglalkoztak, de virágzott a takácsmesterség is.
Fényes Elek 1851-ben kiadott geográfiai szótárában így ír a faluról: „Gyurcsina, tót falu, Trencsén vmegyében, Rajecztől keletre 1 órányira, hegyes erdős vidéken. Táplál 897 kath., s 8 zsidó lak. Nagy szép fenyvessel bír. F. u. többen. Ut. p. Zsolna.”
A trianoni diktátumig Trencsén vármegye Zsolnai járásához tartozott.

## Népessége
| Év:            | 1994. | 2004.    | 2014.   | 2024.   |
| -------------- | ----- | -------- | ------- | ------- |
| Emberek száma: | 972   | 1072     | 1091    | 1080    |
| Eltérés:       |       | +10,28 % | +1,77 % | -1,00 % |

| Év:            | 2023. | 2024.   |
| -------------- | ----- | ------- |
| Emberek száma: | 1086  | 1080    |
| Eltérés:       |       | -0,55 % |

1910-ben 819, túlnyomórészt szlovák anyanyelvű lakosa volt.
2001-ben 1046 lakosából 1041 szlovák volt.
2011-ben 1068 lakosából 1051 szlovák.

## Nevezetességei
- A Hétfájdalmú Szűzanya tiszteletére szentelt római katolikus temploma 1992-ben épült.
- Mihály arkangyal tiszteletére szentelt római katolikus kápolnája 1910-ben épült.

## Külső hivatkozások
- Községinfó
- Györkeháza Szlovákia térképén
- Alapinformációk
- Györkeháza templomai
- E-obce.sk